# Залізничні хобі
Залізничні хобі — збірна назва хобі, пов'язаних із залізницею. В англомовному світі любителів залізниць називають railfan або railbuff. В українській мові ніякого сталого терміна для позначення різних залізничних хобі немає. На деяких сайтах залізничної тематики, зокрема на відомому в середовищі любителів залізниць сайті parovoz.com використовується термін «ферроеквінологія», тобто вивчення залізного коня (з латини).

## Різні аспекти хобі

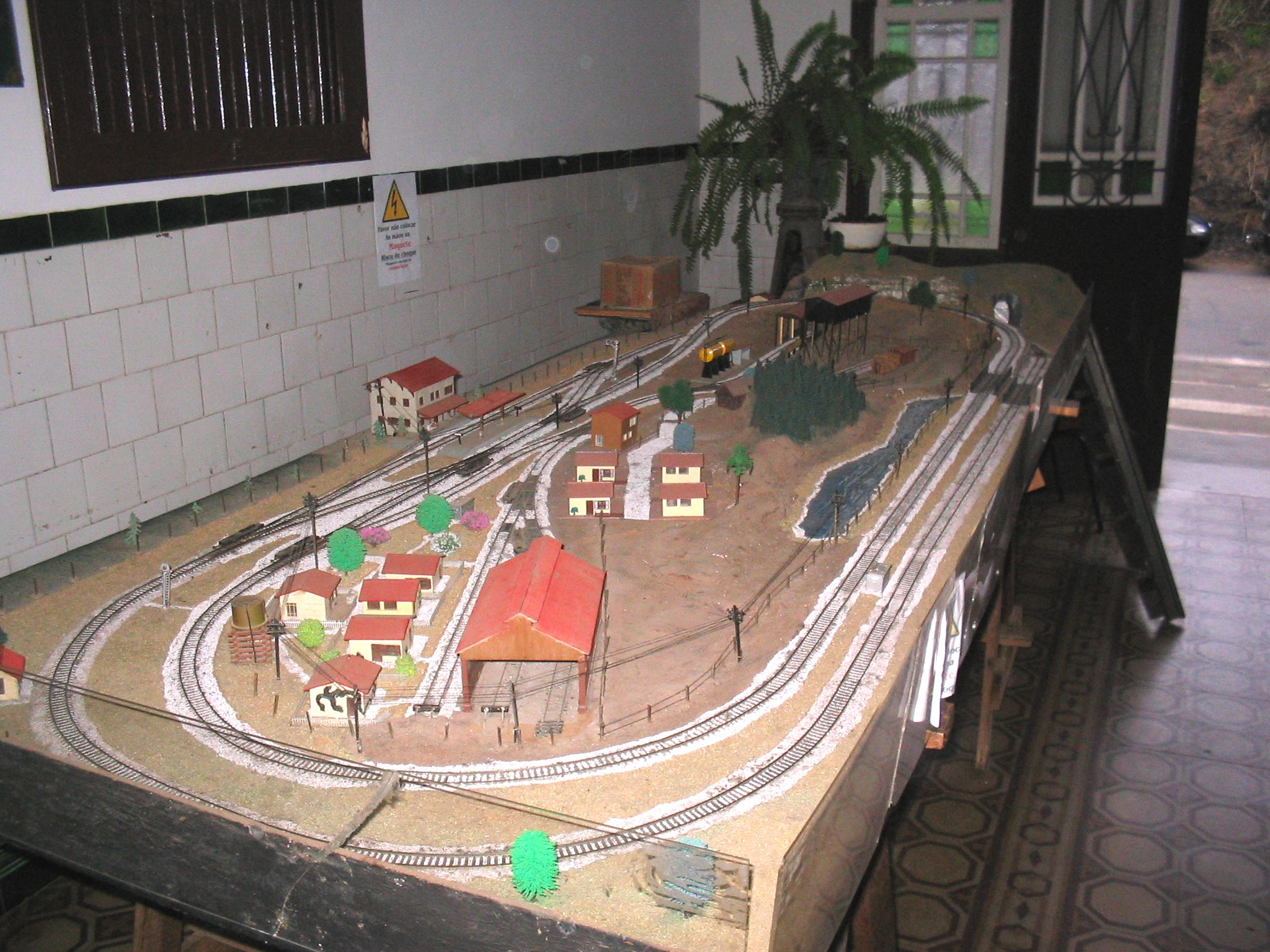
Макет залізничної станції Anhumas, розташованої в бразильському місті Кампінас (Campinas), штат Сан-Паулу

- Трейнспоттінг. 
Трейнспоттери займаються тим, що записують номери поїздів, які проходять певною ділянкою.
- Залізнична фотографія. Як правило, друга (після трейнспоттінгу) стадія в розвитку залізничного хобі в середовищі ентузіастів. Деякі любителі намагаються сфотографувати всі локомотиви певної серії. Фотоальбом такого ентузіаста може виглядати досить дивно для необізнаного глядача: десятки (а то й сотні) фотографій однакових локомотивів, що розрізняються тільки номерами.

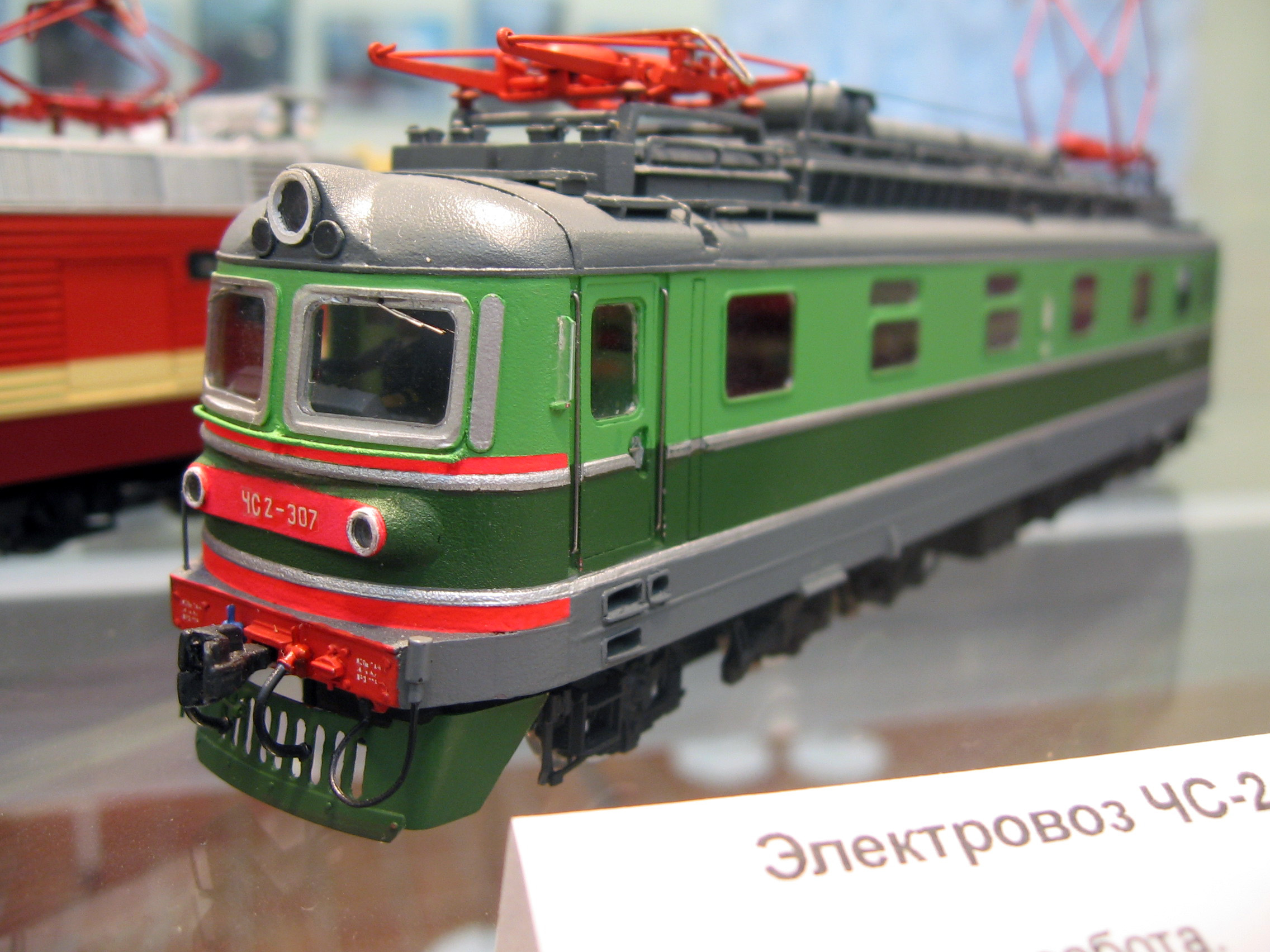
Модель електровоза ЧС2

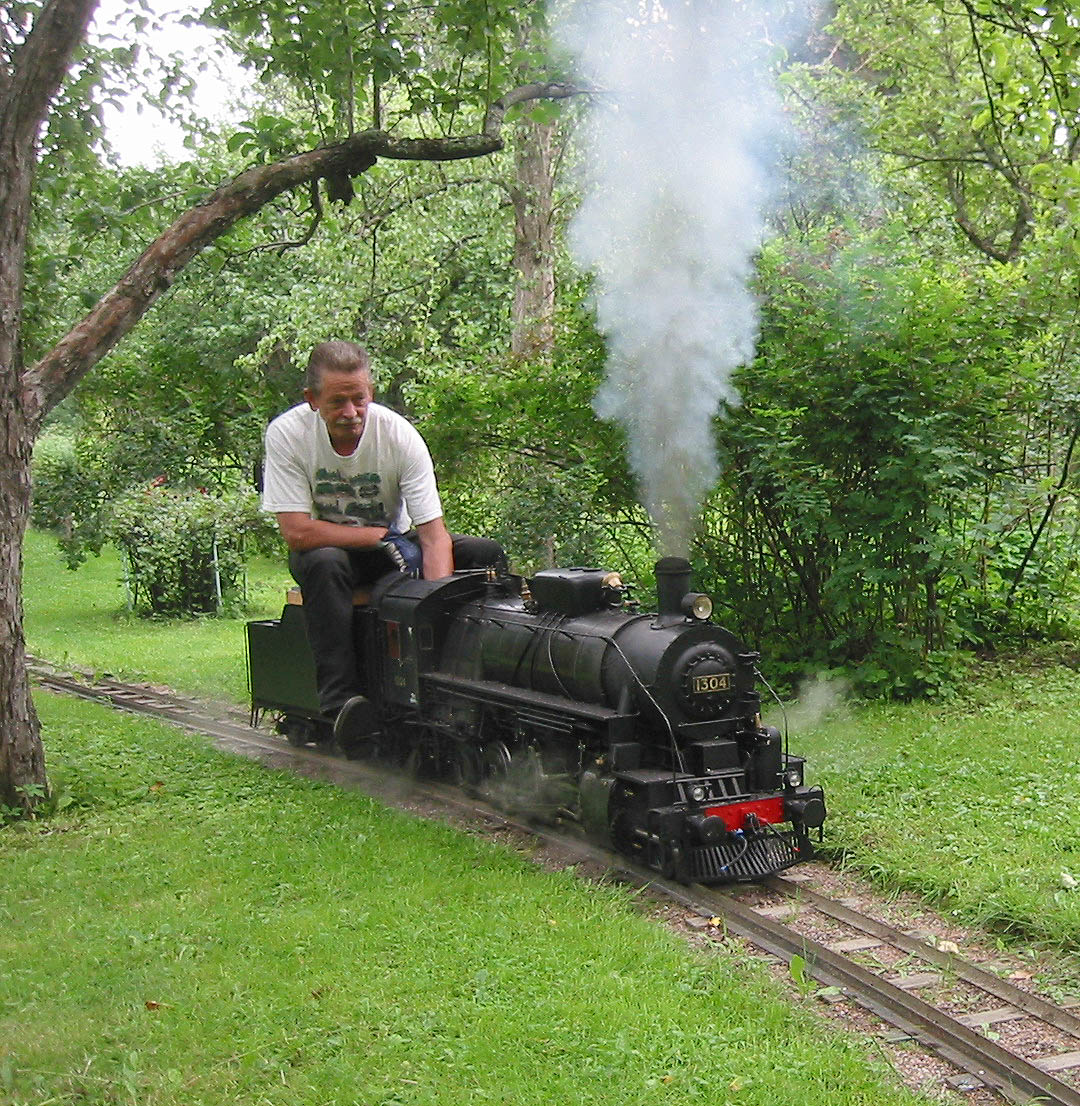
Діюча модель паровоза в масштабі 1:8 вагою 300 кг, на створення якої Juhani Saloranta (Фінляндія) витратив 14000 годин, працюючи над моделлю впродовж 15 років

- Залізничний моделізм. Дуже багатопланове хобі. Можна виділити такі напрямки:
  - Колекціонування залізничних моделей (які при цьому можуть просто стояти на полиці)
  - Відтворення в мініатюрі історичних станцій, залізничних ліній і т. д. Любителі цього напрямку часто ведуть архівний пошук із метою найточнішої реконструкції певного об'єкта.
  - Створення моделей локомотивів і вагонів. Мабуть, один із найскладніших напрямів.
  - Садові залізниці. Створення модельних залізниць великого масштабу, призначених для використання на відкритому просторі. Особливий напрямок — створення діючих моделей паровозів, повторюють не тільки зовнішній вигляд прототипів, але і їхній внутрішній устрій.

- Катання залізницею. Досить різнобічне хобі, може здійснюватися як з метою покататися на поїзді певного типу і вивчити його конструктивні особливості, так і з метою ближніх і далеких поїздок і подорожей різними залізничними лініями. Крім стандартних видів їзди в звичайних рейсових пасажирських поїздах, існують і інші варіанти:
  - Катання на екскурсійних поїздах. Такі поїзди рідко використовуються для перевезення пересічних пасажирів та їхні рейси організовуються спеціально для залізничних любителів, нерідко за завищеною вартістю:
    - Ретропоїзди. Ретропоїзд може бути як поїздом із паровозом і звичайними вагонами, так і поїздом зі старовинними вагонами або старою електричкою. Такі поїздки можуть організовуватись за визначеним графіком, так і бути приуроченим до залізничного свята або великої виставки, і в другому випадку проводиться безкоштовно. Як правило, ретротури проводяться на залізницях загального користування, іноді для поїздок використовуються спеціалізовані залізниці.
    - Туристичні поїзди. Є поїздами далекого прямування класу «люкс» для подорожі в комфортних умовах і милування краєвидами довкілля.
    - Музейні залізниці. В Європі існує безліч залізничних ліній, де використовуються старовинні паровози і вагони. Як правило, вони експлуатуються добровольцями на громадських засадах.
    - Дитячі залізниці. Хоча й основною метою останніх є навчання дітей залізничним спеціальностям, вони також виконують і екскурсійну функцію для залізничних любителів, оскільки з транспортної точки зору є недоцільним для простих пасажирів.

  - Катання в кабінах поїздів. Зазвичай залізничні любителі катаються неофіційно — або за особистою домовленістю з машиністами, або проникнувши в неробочу (задню або проміжну) кабіну з використанням залізничних ключів. Може використовуватися як варіант безкоштовної подорожі.
  - Трейнсерфінг (Зачепінг) — катання зовні пасажирських поїздів та на товарних поїздах, використовується як вільна поїздка або екстрим. На багатьох залізницях такий вид їзди нелегальний і є адміністративним правопорушенням, але існують і залізниці, де зовнішня їзда дозволена (в тому числі туристичні). Також може використовуватися як спосіб безкоштовного подорожі.
  - Катання на ручних, вело, та мотодрезинах. Здійснюється по незадіяних або занедбаних залізничних лініях, часто вузькоколійних. Самі дрезини нерідко виготовляються любителями-ентузіастами для особистого катання або катання інших любителів.

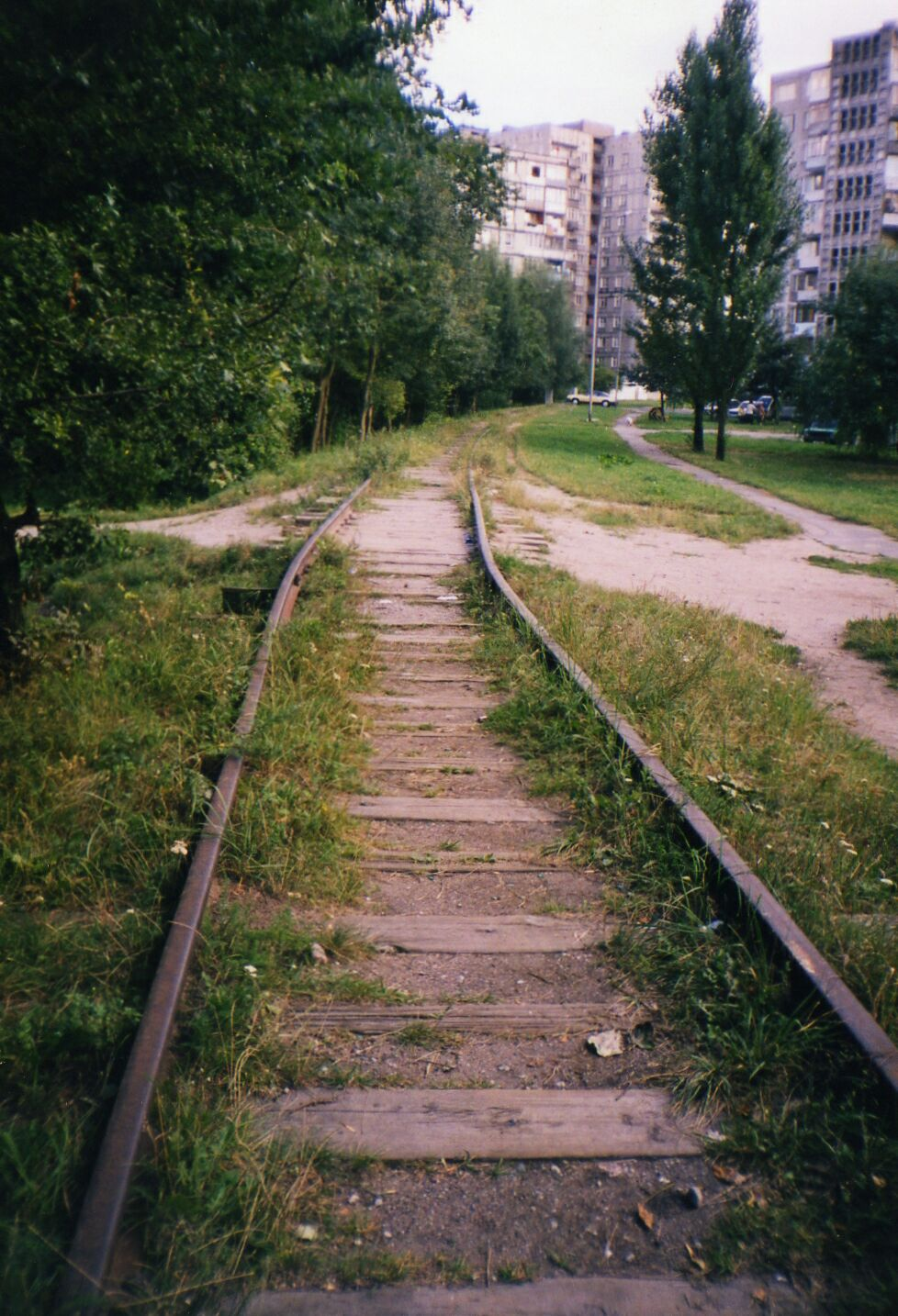
Занедбані залізниці — об'єкт досліджень

- Вивчення залізниць. Причому воно має не тільки пізнавальний характер. На заході любителі залізниць публікують журнали, де діляться результатами своїх досліджень. Нерідко видаються і книги. Дослідження мають, як правило, історико-технічний (наприклад, історія певного типу паровозів), архітектурний (опису вокзалів та іншої залізничної архітектури) або географічний характер (наприклад, дослідження сучасного стану вузькоколійних залізниць Польщі). Вивчення можна розділити на два напрямки:
  - Бібліографічно-архівний пошук.
  - Польові експедиції. Останні мають особливе значення при дослідженнях закритих залізничних ліній.

- Колекціонування всього, що пов'язане із залізницею. Наприклад, колекціонування листівок залізничної тематики або штемпелів поштових вагонів і вокзалів, залізничних бонів.
- Гра в симулятори поїздів. Крім безпосередньо водіння поїздів, гравці, як правило, можуть редагувати і створювати власні карти і встановлювати умови сесії. Серед гравців виділяють моделювання — людей, що створюють доповнення до гри (поїзда, об'єкти навколишнього світу, наближені за реалістичністю до справжніх повноцінних карт). Найпопулярнішими симуляторами є Densha de GO![1], Microsoft Train Simulator (скор. MSTS) і Trainz. На даний момент існує єдиний симулятор поїздів з мультиплеер — Trainz 12. Крім того, любителі з країн колишнього СРСР часто грають у «віртуальний мультиплеер» на Microsoft Train Simulator — машиністи передають диспетчеру інформацію про своє місцезнаходження та отримують команди від нього. У такій грі диспетчер створює на дорогах «позаштатні ситуації» — обірвана контактна мережа, непрацююча стрілка і т. д., хоча ці ситуації в грі не відображаються і, крім того, нерідко для спрощення взаємодії в такій грі навіть не використовуються поїзди трафіку, керовані комп'ютером. При цьому можуть використовуватися спеціальні програми — «віртуальні самописці», які взаємодіють з грою і генерують віртуальну стрічку послідовності дій гравця і навколишньої обстановки його поїзда, за якої вже після сеансу гри диспетчер може розібрати помилки (наприклад, перевищення швидкості на маршруті тощо).

Ентузіастами залізничного транспорту видається безліч як офіційно зареєстрованих, так і самвидавівських журналів. Одним з найстаріших журналів є «The Railway Magazine», що видається в Лондоні з липня 1897 року, відомий також «Live Steam». У РФ раніше також існували схожі видання: альманах «Локотранс», журнал «Залізнична справа», самвидавський журнал «Семафор». (див. також Залізничні періодичні видання)
Перший університетський курс для любителів залізниць було відкрито у літній школі Талліннського університету в липні 2010 року (Railways Past and Future: a Comparative Study, англійською мовою).

## в Росії
Наразі у Росії залізничні хобі поширені слабо внаслідок економічної кризи 1990-х років і специфічного розвитку в СРСР. Раніше популярні книги із залізниць і залізничного моделізму не перевидаються або є бібліографічною рідкістю. В СРСР виробництво залізничних моделей мало свою специфічну історію і було розвинене не так сильно, як у країнах Західної Європи і США. В СРСР проводилися серійні стартові набори в типорозмірі H0 (масштаб 1:87) з паровозом Ів і двома пасажирськими вагонами на заводі Счетмаш в Курську і з чотирьохвагонним приміським дизель-поїздом ДР1 виробництва ВО «Сокіл» в Білгороді. З 1963 року в СРСР регулярно постачалися стартові набори і моделі, вироблені в НДР. В СРСР для фотографів залізничних об'єктів представляли труднощі ті норми, правила та законодавство, яке відносило об'єкти інфраструктури та рухомого складу до оборонних. І сьогодні фотографуванню залізниць нерідко перешкоджають правоохоронні органи. Питання фотографування на об'єктах залізниці роз'яснені в розпорядженні ВАТ «РЖД» № 1513р від 18.07.2008 р. "Про затвердження Положення про проведення теле-, відео-, кіно - і фотозйомок на об'єктах інфраструктури загального користування, що належать ВАТ «Российские железные дороги». Підписано розпорядження президентом ВАТ «РЖД» В. І. Якуніним. Якщо залізничний фотограф буде при собі мати копію цього розпорядження, то, як показує практика, проблем з правоохоронними органами не виникає.